# Église de Kannelmäki
L'église de Kannelmäki (en finnois : Kannelmäen kirkko) est une église située dans la section de Kannelmäki à Helsinki en Finlande.

## Description
L'édifice, d’une hauteur de 30 mètres, est construit en 1967–1968 à la suite d'un concours d'architecte remporté par Marjatta Jaatinen  et Martti Jaatinen .
L'église est inaugurée le 1er septembre 1968. 
L'orgue à 29 jeux est de la fabrique d'orgues de Kangasala. 
Le retable intitulé Elämänpuu (en français : l'arbre de vie) est réalisé en 1972 par Hilkka Toivola.
Depuis 2010, l'église est classé parmi les Sites culturels construits d'intérêt national par la direction des musées de Finlande.